# Ramularia lychnidicola
Ramularia lychnidicola är en svampart som beskrevs av Cooke 1885. Ramularia lychnidicola ingår i släktet Ramularia och familjen Mycosphaerellaceae.   Inga underarter finns listade i Catalogue of Life.